# Knut Schubert

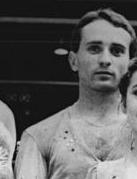
Knut Schubert (1981)

Knut Schubert (* 9. September 1958 in Bautzen) ist ein ehemaliger deutscher Eiskunstläufer und heutiger Eiskunstlauftrainer, insbesondere für Sportpaare.

## Leben

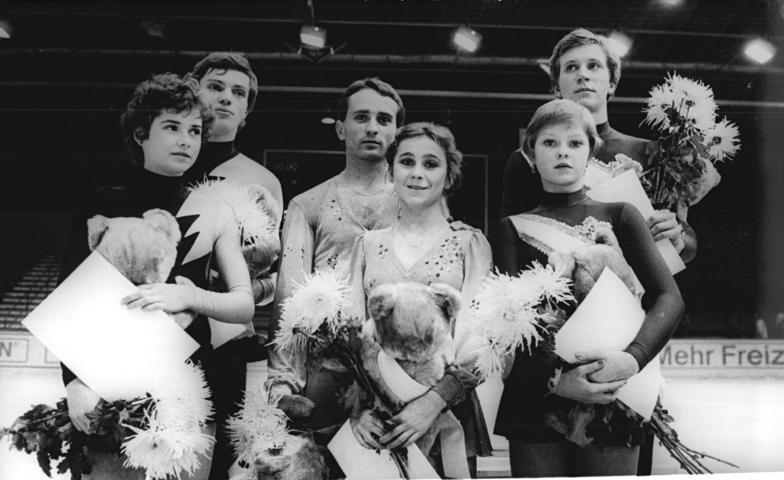
Knut Schubert (Bildmitte mit Partnerin Birgit Lorenz) beim XXI. Internationalen Eiskunstlaufwettbewerb um den Pokal der Blauen Schwerter am 19. November 1981

Knut Schubert begann mit neun Jahren mit dem Eiskunstlaufen. Er startete für den SC Dynamo Berlin und wurde von Heidemarie Steiner-Walther trainiert. Er wurde Paarläufer und lief zunächst zusammen mit seiner Schwester Katja Schubert. Später startete er mit Birgit Lorenz.
Nach seiner aktiven Eiskunstlaufkarriere studierte er Sportwissenschaften an der DHfK Leipzig. Er ist heute Cheftrainer Paarlauf mit A-Lizenz beim SC Berlin.
Als Trainer betreute er unter anderem die Sportpaare Peggy Schwarz und Alexander König, Peggy Schwarz und Mirko Müller, Mariana Kautz und Norman Jeschke, Mikkeline Kierkgaard und Norman Jeschke sowie Sarah Jentgens und Mirko Müller. Anfang der 1990er Jahre betreute er das Eistanzpaar Kati Winkler und René Lohse.
Als Trainer wechselte er von Berlin nach Dortmund und trainierte dort zunächst die Paare Rebecca Handke und Daniel Wende (bis 2007), Jekaterina Wassiliewa und Daniel Wende (bis 2008) sowie Mari-Doris Vartmann und Florian Just (bis 2009).
Seither trainierte er Mari-Doris Vartmann und Aaron Van Cleave bis zu deren Trennung nun wieder in Berlin. Dieses Paar trainierte er ehrenamtlich.
In Berlin trainierte er auch das österreichische Paar Miriam Ziegler und Severin Kiefer und die Berliner Janne Salatzki/Lukas Röseler sowie Minerva Hase/Nikita Volodin.
Knut Schubert ist verheiratet und hat zwei Kinder. Seine Tochter Pauline Schubert war ebenfalls Eiskunstläuferin.

## Erfolge

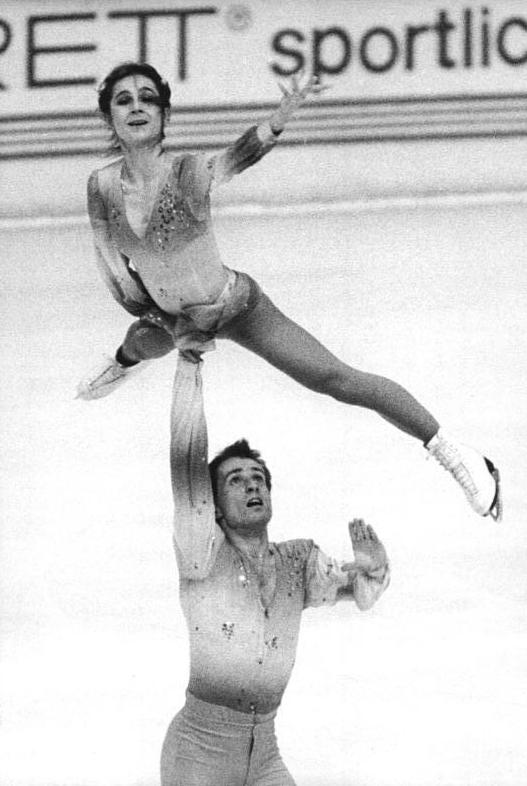
Knut Schubert und Birgit Lorenz

(wenn nicht anders angegeben mit Birgit Lorenz)

### Paarlauf
| Wettbewerb / Jahr       | 1974 | 1981 | 1982 | 1983 | 1984 | 1985 | 1986 |
| ----------------------- | ---- | ---- | ---- | ---- | ---- | ---- | ---- |
| Olympische Winterspiele |      |      |      |      | 5.   |      |      |
| Weltmeisterschaften     | 11.* | 9.   | 7.   | 8.   | 6.   |      |      |
| Europameisterschaften   | 9.*  | 4.   | 5.   | 3.   | 3.   | 4.   |      |
| DDR-Meisterschaften     | 3.*  | 1.   | 2.   | 2.   | 2.   | 1.   | 2.   |

.* mit Katja Schubert

### Andere Wettbewerbe
- 1976: 1. Rang Pokal der blauen Schwerter, Chemnitz (mit Katja Schubert)
- 1981–1983: 1. Rang Pokal der blauen Schwerter
- 1981 und 1984: 2. Rang bei der NHK Trophy